# 林善河
林 善河（イム・ソナ、임선하）は大韓民国の軍人。太極武功勲章授与者。

## 経歴
1923年1月、咸鏡南道永興郡に生まれた。京城中央高等普通学校卒業。1944年、明治大学在学中に学徒出陣して日本軍少尉。
1946年1月15日、軍事英語学校卒業、任少尉（軍番10019番）。1947年3月6日まで総司令部の高級副官を務めた。1947年9月12日、第3連隊長。1948年7月から1949年6月までアメリカ歩兵学校に留学。帰国後、陸軍歩兵学校副校長に任命。
朝鮮戦争が勃発すると、混成第2師団長として漢江の防御を指揮した。1950年8月7日、第1軍団参謀長（同年9月16日まで）。1951年、第3軍団参謀長。以後、第3軍団副軍団長、陸軍本部教育総監代理を歴任した。1952年7月、陸軍歩兵学校校長。同年10月、第3師団長。
1954年3月、軍事停戦委員会韓国軍首席代表。1955年7月、第1管区司令官。同年10月、第6管区司令官。
1959年4月、軍糧米やガソリンを横流しして光州に同名のホテルとセダン1台を所有するなどの蓄財をしたことから、予備役編入。
以降は駐韓米軍関連の運送会社「ハナ運輸」を創業し、1971年より渡米、P・I・K保険KK韓国総支配人や世界銀行理事などを務めた。
2007年11月8日、母校の明治大学から特別卒業証書を授与された。

2018年7月22日、ロサンゼルスにて死去した。本人の意思により、市内の家族墓地に葬られた。

## 叙勲
- 太極武功勲章 1個（1954年7月6日）
- 乙支武功勲章 2個
- 忠武武功勲章 2個
- 花郎武功勲章 3個
- レジオン・オブ・メリット - 1953年11月3日[9]

## 参考
- 佐々木春隆『朝鮮戦争/韓国篇 上巻 建軍と戦争の勃発前まで』（第4刷）原書房、1983年。ISBN 4-562-00798-2。
- 佐々木春隆『朝鮮戦争/韓国篇 下巻 漢江線から休戦まで』原書房、1977年。
- 박동찬 (2014) (PDF). 통계로 본 6·25전쟁. 국방부 군사편찬연구소. ISBN 979-11-5598-010-1
- “林善河” (韓国語).   戦争記念館. 2015年12月24日閲覧。

| 軍職        | 軍職                                                   | 軍職        |
| ----------- | ------------------------------------------------------ | ----------- |
| 先代 -      | 国防司令部高級副官 初代：1946.1.14 - 1947.3.6          | 次代 黄憲親 |
| 先代 崔徳新 | 大韓民国陸軍歩兵学校校長 第8代：1952.8.15 - 1952.10.10 | 次代 白南権 |